# نانمان
نانمان (انگلیسی: Nanman) مردمان بومی باستانی بودند که در جنوب و جنوب غربی چین، عمدتاً در اطراف رودخانه یانگ‌تسه زندگی می‌کردند.